# Angel One
"Angel One" é o décimo quarto episódio da primeira temporada da série de ficção científica estadunidense Star Trek: The Next Generation. Foi exibido pela primeira vez nos Estados Unidos por redifusão em 25 de janeiro de 1988, tendo sido escrito por Patrick Barry e dirigido por Michael Rhodes. The Next Generation se passa no século XXIV e acompanha as aventuras da tripulação da nave estelar USS Enterprise-D. Neste episódio, a Enterprise visita um planeta dominado por mulheres para procurar os sobreviventes de um cargueiro acidentado, ao mesmo tempo que um vírus aflige tripulantes na nave.
A história foi concebida como um comentário sobre o apartheid, mas usando inversões de papéis de gênero, e originalmente envolveria o comandante William Riker sendo aprisionado no planeta. Houve problemas entre o elenco e Rhodes durante as filmagens, com o ator Patrick Stewart até mesmo tentando mudar a natureza sexista do episódio. "Angel One" teve bons números de audiência quando foi exibido pela primeira vez, porém as críticas foram negativas, com os críticos e muitos membros do elenco e da equipe de produção da série considerando este episódio como um dos mais sexistas de Star Trek.

## Enredo
A USS Enterprise chega no planeta Angel I, cuja sociedade é governada por uma oligarquia matriarcal, à procura de sobreviventes do cargueiro Odin, que acredita-se que caiu no planeta sete anos antes. Beata, a líder do planeta, revela que houve quatro sobreviventes que causaram perturbações em sua sociedade, sendo agora considerados fugitivos. Os tripulantes que desceram à Angel I conseguem encontrar o campo dos sobreviventes e se encontram com seu líder, Ramsey. Este e seus homens se casaram com mulheres locais e criaram famílias, recusando-se a partir. Beata revela para o comandante William Riker que a sociedade de Angel I está ruindo e que Ramsey e seus homens aceleraram o processo.
Enquanto isso, a Enterprise responde a uma ameaça na Zona Neutra Romulana. Durante a viagem vários tripulantes são incapacitados por um vírus. A doutora Beverly Crusher assume o comando como a oficial mais graduada não infectada e descobre a origem do vírus. Ela começa a correr para encontrar uma cura enquanto a Enterprise volta para Angel I. No planeta, os tripulantes tentam explicar a Beata os motivos de Ramsey se recusar a partir, mas ela e seu conselho rejeitam as explicações e prendem todos os homens e suas famílias, ameaçando executá-los. A Enterprise chega em órbita enquanto Riker tenta convencer Ramsey a partir.
Crusher, pelo risco de espalhar o vírus, permite que apenas o androide tenente-comandante Data suba a bordo. Todos estão correndo contra o relógio para encontrar uma cura para o vírus, impedir a execução dos homens e resolver o problema na Zona Neutra. Crusher acaba descobrindo a cura para o vírus, enquanto Beata decide suspender a execução e em vez disso exilar Ramsey, seus homens e seus apoiadores para o outro lado do planeta. Ela explica que seu banimento não irá impedir o colapso da oligarquia, mas vai retardá-lo o bastante para acontecer depois de sua morte. Os tripulantes na Enterprise são curados e aqueles na superfície do planeta são teletransportados a bordo.

## Produção
"Angel One" originalmente seria um comentário sobre o apartheid na África do Sul, com os homens no planeta representando os pretos. O enredo original de Patrick Barry teria o comandante William Riker e o tenente-comandante Data viajando para a superfície com uma equipe avançada composta por mulheres, algo que ofenderia a líder do planeta à ponto da tenente Tasha Yar precisar tontear Riker com um feiser para demonstrar força feminina e assim impedir que ele seja executado imediatamente. Riker seria aprisionado e um dos homens presos na superfície iniciaria uma revolta. Este homem seria morto e isto inspiraria seus seguidores a atacarem o governo. Nesta versão, apenas o capitão Jean-Luc Picard adoeceria a bordo da Enterprise. Uma sociedade com os papéis de gênero invertidos já tinha sido incluía pelo produtor executivo Gene Roddenberry, o criador de Star Trek: The Next Generation, no telefilme Planet Earth, algo que o coprodutor Herbert Wright descreveu como "já tendo sido feito mil vezes". "Angel One" foi a primeira vez em que os romulanos foram mencionados em The Next Generation, com eles posteriormente aparecendo em "The Neutral Zone", o último episódio da temporada.
Michael Rhodes dirigiu este episódio como parte de um acordo com The Bronx Zoo, outra série que também estava sendo produzida pela Paramount Television na mesma época. O ator Wil Wheaton, o intérprete de Wesley Crusher, comentou décadas depois que houve problemas entre o elenco principal e o diretor, mas ele não conseguia se lembrar o motivo por ter trabalho no episódio por apenas um único dia de filmagens. A atriz Gates McFadden, intérprete da doutora Beverly Crusher, tteve uma opinião bastante negativa sobre "Angel One", descrevendo-o como "um dos episódios mais sexistas que tivemos". Já Patrick Stewart, o intérprete de Picard, tentou durante a produção fazer com que o episódio fosse alterado para reduzir esses elementos. Alguns membros da equipe de produção também tiveram opiniões negativas: o produtor Maurice Hurley o descreveu como "Terrível. Simplesmente terrível. Um daqueles que você preferiria apagar", enquanto Wright disse que "os lugares sexuais para onde foi arrastado eram absurdos".

## Repercussão

### Audiência
"Angel One" foi exibido pela primeira vez nos Estados Unidos por redifusão na semana que começou em 25 de janeiro de 1988. Teve um índice Nielsen de 11,4, refletindo a porcentagem das residências que assistiram ao episódio. Isto foi um aumento em relação aos 10,3 por cento do episódio anterior, "Datalore".

### Crítica
Keith R. A. DeCandido da Reactor descreveu "Angel One" como "um dos episódios mais sexistas que Star Trek já produziu sob o verniz do feminismo", enquanto o subenredo do vírus era "enchimento, e enchimento chato também". DeCandido escreveu que era "um dos pontos mais baixos do programa". Wheaton avaliou o episódio décadas depois para a AOL TV e achou que ele começava bem, mas logo acabou piorando ao se parecer com um episódio de Star Trek: The Original Series com Riker assumindo o papel do capitão James T. Kirk. Ele também falou que caso o discurso de Riker ao final tivesse sido dado para Yar ou Troi, a mensagem geral do episódio teria sido mais sutil.
James Hunt da Den of Geek afirmou que "Angel One" não era tão ruim quanto "Code of Honor", mas mesmo assim tinha "quase todos os clichês terríveis vistos na primeira temporada de [The Next Generation] em um episódio". Hunt finalizou dizendo que "Já vimos tudo isto antes e não foi nada interessante na primeira vez. É apenas tedioso na segunda vez. Um episódio horrível em muitos níveis". Zack Handlen da The A.V. Club afirmou que não tinha certeza qual era o objetivo da inversão dos papéis de gênero e também descreveu o subenredo do vírus como "absurdo". R. L. Shaffer da IGN achou que era "Desajeitado, simplesmente bobo e excessivamente melodramático".

## Mídia caseira
"Angel One" foi lançado em LaserDisc no Japão em 9 de outubro de 1995 como parte da coleção da segunda metade da primeira temporada. Foi lançado em DVD em 26 de março de 2002 na coleção completa da primeira temporada. Foi remasterizado e lançado em Blu-ray em 24 de julho de 2012 na coleção da primeira temporada.